# 山川徹
山川 徹（やまかわとおる、1977年 - ）は、日本のルポライター、ノンフィクション作家である。

## 概要
山形県上山市出身。スポーツ推薦（ラグビー）で入学した東北学院大学法学部を卒業後、アジアや東ヨーロッパを1年間旅した後に國學院大學文学部2部に編入し、卒業した。
國學院大學在学中から、『別冊東北学』（作品社）の編集に携わり、大学卒業後にフリーライターとなる。2007年から2008年には北西太平洋の調査捕鯨に同行。捕鯨に携わる若者たちや、ラグビーなどの取材を続け、各誌に様々なルポルタージュを発表している。
2006年、山形新聞の夕刊文化欄にて1年間、「離れて思う故郷」を連載。首都圏で生きる山形県出身者60人の歩みを描いた。2008年、大幅改稿のうえ、同名の単行本として荒蝦夷より刊行された。
『国境を越えたスクラム──ラグビー日本代表になった外国人選手たち』で第30回ミズノスポーツライター賞最優秀賞を受賞。

## 作品リスト
- 『離れて思う故郷』荒蝦夷、2008年
- 『捕るか護るか？クジラの問題 -いまなお続く捕鯨の現場へ-』技術評論社、2010年 ISBN 978-4774141978
- 『東北魂　ぼくの震災救援取材日記』東海教育研究所、2012年 ISBN 978-4486037422
- 『それでも彼女は生きていく　3.11をきっかけにAV女優となった7人の女の子』双葉社、2013年 ISBN 978-4575305081
- 『カルピスをつくった男 三島海雲』小学館、2018年6月
  - 小学館文庫、2022年1月
- 『国境を越えたスクラム──ラグビー日本代表になった外国人選手たち』中央公論新社、2019年8月
- 『最期の声　ドキュメント災害関連死』角川学芸出版、2022年2月